# Playtime
Playtime (psáno PlayTime nebo Play Time) je komediální film režiséra Jacquese Tatiho z roku 1967. Ve filmu opět hraje Tati pana Hulota, populární postavu, která vystupovala v ústředních rolích jeho dřívějších filmů Prázdniny pana Hulota a Můj strýček. Pan Hulot je alter egem samotného režiséra. Film byl natočen na 70mm filmový pás a je pozoruhodný svou rozsáhlou výpravou. Tati nechal speciálně pro něj postavit několik bloků kancelářských budov a celou jednu čtvrť.
Playtime je považován za Tatiho mistrovské dílo. V roce 2012 se umístil na 43. místě v seznamu kritiků Britského filmového institutu a na 37. místě v žebříčku jejich režisérů „Top 100 nejlepších filmů všech dob“. Film byl po uvedení považován za finanční neúspěch, ale nyní je široce respektován jako jeden z největších filmů všech dob. Snímek je komplexní vizuální groteskou s jemným humorem podpořeným kreativními zvukovými efekty; dialog je často redukován na úroveň hluku v pozadí.

## Příběh

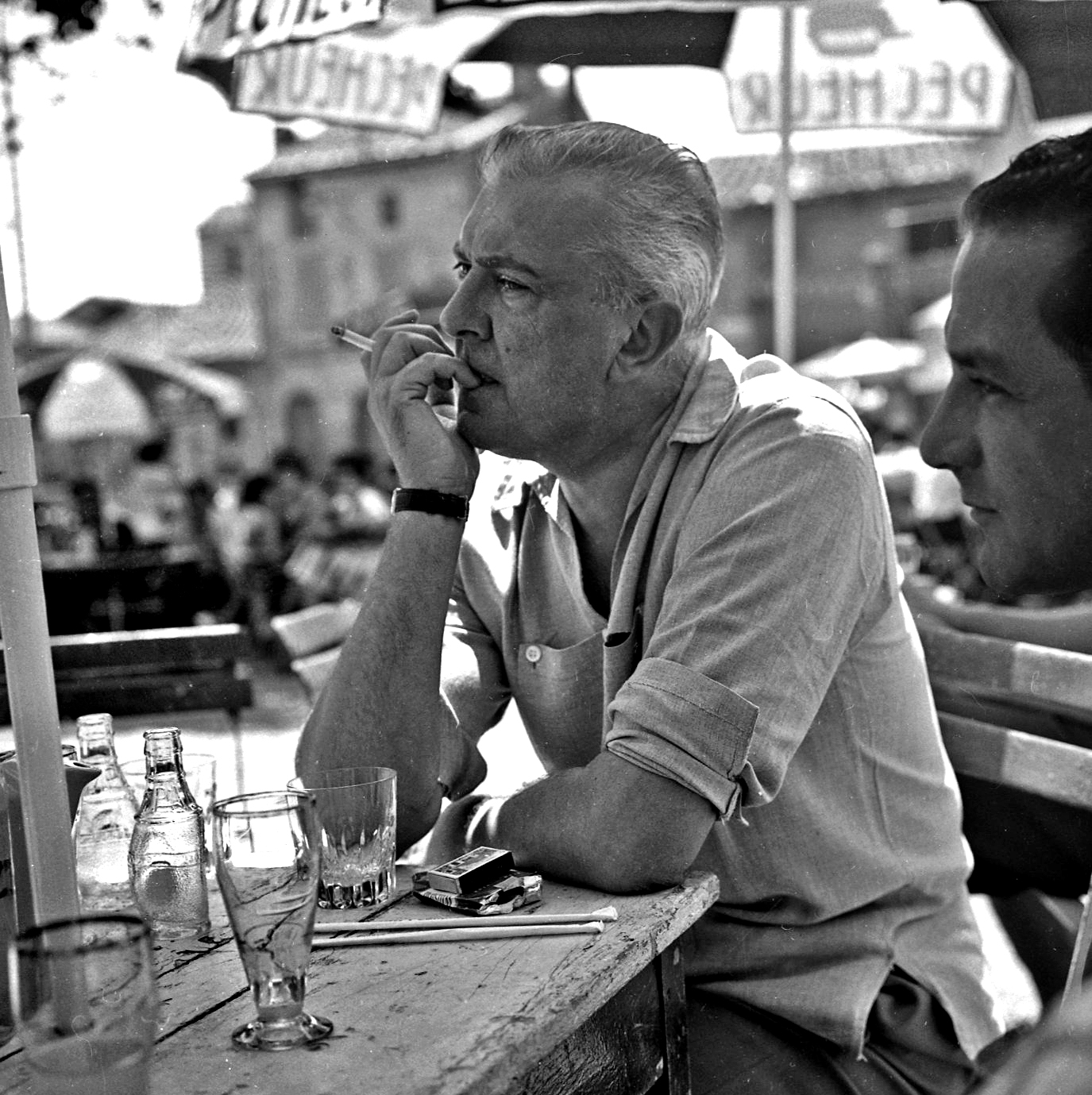
Jacques Tati při natáčení Prázdnin pana Hulota

Playtime se odehrává ve futuristické, hyperkonzumní Paříži. Je strukturován do šesti částí, které propojují dvě postavy, jenž se v průběhu dne opakovaně setkávají: Barbara, mladá americká turistka navštěvující Paříž s americkou turistickou skupinou, a Pan Hulot, zmatený Francouz ztracený v moderním světě.
- Letiště: Skupina amerických turistů přijíždí na ultramoderní a neosobní letiště Orly.
- Kanceláře: M. Hulot přijíždí na důležitou schůzku do jedné ze skleněných a ocelových budov, ale ztratí se v bludišti navzájem podobných místností a kanceláří. Nakonec narazí na prodejní výstavu podobných návrhů obchodních kanceláří a nábytku téměř identických s těmi ve zbytku budovy.

- Prodejní výstava: M. Hulot a američtí turisté se seznámí s nejnovějšími moderními vychytávkami, včetně dveří, které se „za zlatého ticha“ zabouchnou, a koštěte s předními světly, zatímco legendární Paříž zůstane téměř nepovšimnuta, s výjimkou prodavače květin. Zůstává pouze stánek a jediný odraz Eiffelovy věže ve skleněných dveřích.
- Apartmány: S příchodem noci se Pan Hulot setkává se starým přítelem, který ho pozve do svého skromně zařízeného, ultramoderního a proskleného bytu. Tato sekvence je natočena z ulice a pozoruje pana Hulota a další obyvatele budovy skrz nezatažená okna.
- Královská zahrada: Tato sekvence zabírá téměř celou druhou polovinu filmu. V restauraci se M. Hulot znovu setká s několika postavami, s nimiž se během dne pravidelně setkává, spolu s několika novými, včetně nostalgického zpěváka balad a bouřlivého amerického obchodníka.
- Kolotoč aut: M. Hulot koupí Barbaře dva malé dárky jako upomínku na Paříž před jejím odjezdem. Uprostřed složitého baletu aut v kruhovém objezdu se autobus turistů vrací na letiště.

## Obsazení
Tati obsazuje do svých filmů převážně neprofesionály. Snažil se vybírat protagonisty, jejichž vnitřní podstata odpovídá jejich charakterům a kteří se mohou pohybovat tak, jak zamýšlel.
- Jacques Tati jako Pan Hulot
- Barbara Dennek jako Barbara, mladá americká turistka
- Jacqueline Lecomte jako Barbařina průvodkyně
- France Rumilly jako prodejce brýlí
- John Abbey jako pan Lacs
- Reinhard Kolldehoff jako německý režisér
- Marc Monjou jako falešný pan Hulot

## Výroba

Výstavba města Tattiville pro film Playtime

Film je pověstný svou obrovskou, speciálně konstruovanou scénou známou jako ‚Tativille‘, která významně přispěla k velkému rozpočtu filmu, údajně 17 milionům franků. Výprava si vyžádala stovku dělníků na stavbu spolu s vlastní elektrocentrálou. Rozpočtové krize a další katastrofy protáhly natáčecí plán na tři roky, včetně 1,4 milionu franků na opravy poté, co byly kulisy poškozeny bouřkami. Tati správně poznamenal, že náklady na stavbu scény nebyly vyšší, než kolik by stálo najmout Elizabeth Taylorovou nebo Sophii Lorenovou do hlavní role. Překročení rozpočtu donutilo Tatiho vzít si velké půjčky, aby pokryl stále se zvyšující výrobní náklady.
Protože Playtime hodně záviselo na vizuální komice a zvukových efektech, Tati se rozhodla natočit film na 70mm formát s vysokým rozlišením a stereofonním zvukovým doprovodem, který byl na svou dobu složitý.
Aby se ušetřilo, některé fasády budov a interiér letiště Orly byly ve skutečnosti obří fotografie. (Snímky měly také tu výhodu, že neodrážely fotoaparát ani světla). Pařížské památky, které Barbara vidí v odraze ve skleněných dveřích, jsou také fotografie. Tati také používal vyřezávané fotografie lidí v životní velikosti, aby ušetřila peníze za doplňky. Tyto výřezy jsou patrné v některých kójích, když Hulot přehlíží bludiště kanceláří a v hloubce pole v některých záběrech z jedné kancelářské budovy do druhé.

## Styl
Tati chtěl, aby byl film barevný, ale aby vypadal, jako by byl natočen černobíle – efekt, který předtím do jisté míry použil ve filmu Můj strýček. Převládající barvy jsou v odstínech šedé, modré, černé a šedobílé. Zelená a červená se používají jako příležitostné zvýrazňující barvy: například nazelenalý odstín patronů osvětlených neonovým nápisem ve sterilním a moderním obědovém pultu nebo blikající červené světlo na kancelářském interkomu.
S výjimkou jediného stánku s květinami na scéně nejsou žádné skutečné zelené rostliny nebo stromy, i když fádní plastové rostliny zdobí vnější balkony některých budov, včetně restaurace (jediné místo, které se nachází mimo silnici na letiště). Když tedy postava Barbary dorazí do restaurace Royal Garden ve smaragdově zelených šatech, které ostatní patronky oděné v tmavém oblečení vnímají jako „dobové“, vizuálně kontrastují nejen s ostatními hosty, ale také s celým fyzickým prostředí filmu.
Tati nesnášel detailní záběry, považovala je za hrubé, a natáčela na střední formát 70 mm filmu, aby byli všichni herci a jejich fyzické pohyby vidět, i když byli na vzdáleném pozadí skupinové scény. Jako u většiny filmů Tati, zvukové efekty byly využity k zesílení komediálního efektu. Kritik Leonard Maltin napsal, že Tati byl „jediný muž v historii filmu, který se dokázal zasmát hučení neonové reklamy!“ Téměř celý film byl po natočení dabován ; proces úpravy trval devět měsíců.
V průběhu filmu jsou američtí turisté neustále seřazeni a počítáni, ačkoli Barbara neustále utíká a musí být často volána zpět, aby se přizpůsobila ostatním. Ke konci sjednotil Tati křivky a linie (Hulotův dar, čtvercový šátek, je na její kulaté hlavě). Přímá cesta Barbary autobusem zpět na letiště se ztrácí ve zdánlivě nekonečném dopravním okruhu, který má atmosféru karnevalové jízdy.
Pozoruhodná je prodloužená sekvence bytu, kde postava pana Hulota navštíví přítele a prohlédne si jeho byt. Tati drží své publikum mimo byt, když nahlížíme do života těchto postav skrz rozlehlá okna. V září 2012 online časopis Interiors, který se zabývá vztahem mezi architekturou a filmem, vydal vydání, které pojednávalo o využití prostoru v této scéně.

## Přijetí
Při svém premiérovém francouzském uvedení byl Playtime uznávaný většinou kritiků. Uvedení bylo ovšem komerčně neúspěšné, film nedokázal vydělat zpět ani podstatnou část jeho výrobních nákladů. Film byl přihlášen na 6. Mezinárodní filmový festival v Moskvě, kde získal Stříbrnou cenu.
Výsledky byly stejné při případném uvedení filmu v USA v roce 1973 (i když byl nakonec převeden na 35mm formát na naléhání amerických distributorů a upraveno na délku 103 minut). Ačkoli Vincent Canby z The New York Times nazval Playtime „Tatiho nejskvělejším filmem“, v USA nebyl o nic větší komerční úspěch než ve Francii. Dluhy vzniklé v důsledku překročení nákladů na film nakonec přinutily Tati podat návrh na bankrot.